# Ait Zellal
Ait Zellal (At Zellal, en kabyle), est un village de Kabylie, du arche At Bu Câayeb, située dans la commune de Souamâa, dans la wilaya de Tizi Ouzou en Algérie.
Le mausolée de cheikh Amoukrane, un sage religieux, est dans le village. L'école coranique du village porte son nom. Chaque année s'y rendent un nombre important d’étudiants et de pèlerins venant des quatre coins du pays.
Durant la guerre de libération nationale 150 habitants ont été tués au combat[réf. nécessaire], et huit femmes brûlées vives par les soldats[réf. nécessaire]. En 1964, Hocine Aït Ahmed a été arrêté dans cette commune.

## Géographie

### Localisation
Le village est situé à 50 km au sud-est de Tizi Ouzou et à 6 km au nord de Souamâa, chef-lieu de la commune.

### Relief et hydrographie
Le village est situé sur les hauteurs de la rive gauche du Sebaou et sur la rive droite d Tasift At Xlili (Aït-Khellili).

## Population
La population du village est estimée à environ 5 800 habitants en 2012[réf. nécessaire].

## Administration
Le village dépend de la commune de Souamâa (Lɛerc At Bucɛayeb).
Le village dispose d’une poste.

## Éducation
Le village dispose de deux écoles primaires et d'un collège d'enseignement moyen.

## Vie quotidienne
Ait Zellal possède une association culturelle "AZ Association".
Ait Zellal possède un club de football (Jeunesse Sportive d'Ait Zellal).

## Patrimoine religieux
Le village dispose de deux mosquées et d'une école coranique (thimɛamarth) "Cheikh Amoukrane".